# Roger II de Foix
Roger II de Foix (? - 1124) fou comte de Foix (1071-1124).

## Orígens familiars
Fill del comte Pere I de Foix i la seva esposa Letgarda, el qul succeí el 1071.

## Vida política
El 1070 els territoris o drets que pertocaven als Foix a Carcassona i Rasès van ser venuts al comtat de Barcelona i la mort del comte Pere I, devia impedir continuar cap reclamació. Sembla que algun temps després Roger II es va enfrontar amb Bernat Ató Trencavell, fill de la comtessa Ermengarda de Carcassona, esdevingut vescomte de Carcassona, però no devia tenir èxit.
Vers el 1095 va voler participar en les croades, i per assegurar-se la pau va renunciar als drets de Carcassona i Rasès per un acord amb la comtessa Ermengarda de 21 d'abril de 1095.
Però abans de marxar a les croades va conèixer Estefania de Besalú, filla del comte de Besalú, i si va casar per no marxar mai. El trencament de la seva promesa comportà que el Papa Urbà II i Pasqual II l'excomuniquessin, alegan una aparent expropiació dels béns de l'església, que Roger II va retornar el 1108 i el 1111 va restablir l'abadia de Sant Volusià, que estava en ruïnes i va retornar béns a l'abadia de Sant Antoní de Fredelàs (Pàmies) i va fer altres concessions a l'abadia de Lezat de la que va esdevenir protector.

## Núpcies i descendents
Es va casar el 1073 amb una dama anomenada Sicarda de Lautrec. D'aquest matrimoni no hi hagué fills.
Vers el 1097 es casà amb Estefania de Besalú, filla del comte Guillem II de Besalú. D'aquest matrimoni tingueren:
- l'infant Roger III de Foix (?-1148), comte de Foix
- l'infant Bernat de Foix
- l'infant Pere de Foix
- l'infant Ramon Roger de Foix

Va morir vers el 1124 i el va succeir el seu fill primer Roger III.